# Roberto Calabrese
Roberto Calabrese (Napoli, 12 maggio 1986) è un attore italiano.

## Biografia
Perito informatico, frequenta una scuola di teatro e recitazione a Napoli, quindi si trasferisce a Roma, dove nel 2008 si diploma presso l'Accademia nazionale d'arte drammatica.
Debutta all'età di 9 anni nella commedia Miseria e nobiltà di Edoardo Scarpetta, nel ruolo del piccolo Peppeniello. Successivamente lavora in varie altre commedie di autori napoletani, prima a livello dilettantistico e in seguito recita professionalmente in lavori di vari autori italiani e stranieri, tra cui: Non è mio figlio e La morsa di Luigi Pirandello, Attori in buona fede di Marivaux, La palla al piede di Georges Feydeau, Girotondo di Arthur Schnitzler, Oreste di Vittorio Alfieri, Antigone e Le trachinie di Sofocle, Rumors di Neil Simon, e Visita di condoglianze di Achille Campanile, regia di Anna Marchesini.
Debutta in televisione partecipando a due puntate della serie tv di Rai 3 La squadra. Successivamente viene diretto da Sergio Castellitto nel cortometraggio Sono io, con Monica Guerritore
Nel 2008 è tra i protagonisti della serie tv Carabinieri 7. Nello stesso anno interpreta la parte di un camorrista nel film che tratta il caso del giornalista Giancarlo Siani, Fortapàsc, diretto da Marco Risi, nelle sale nel 2009.
Nel 2013 interpreta Fulvio Auriemma nella soap opera di Rai 3 Un posto al sole.

## Filmografia

### Cinema
- Sono io, regia di Sergio Castellitto – cortometraggio (2006)
- Fortapàsc, regia di Marco Risi (2009)
- Una donna per la vita, regia di Maurizio Casagrande (2012)
- Le grida del silenzio, regia di Alessandra Carlesi (2018)
- Il gatto e la luna, regia di Roberto Lippolis (2019)
- Il quaderno nero dell'amore, regia di Marilù Manzini (2021)

### Televisione
- La squadra – serie TV, 2 puntate
- Carabinieri 7 – serie TV (2008)
- Un caso di coscienza 5, regia di Luigi Perelli – serie TV (2013)
- Un posto al sole – serie TV (2013)
- Per amore del mio popolo, regia di Antonio Frazzi – miniserie TV (2014)

## Altre esperienze
- Co-conduttore del programma di Rai 3, Cominciamo bene - Prima con Pino Strabioli e Paola Pessot